# Boris Tchirkov
Boris Petrovitch Tchirkov (en russe : Борис Петрович Чирков né le 13 août 1901 à Nolinsk dans le gouvernement de Viatka, aujourd'hui oblast de Kirov, et mort le 28 mai 1982, est un acteur soviétique russe qui apparut dans une cinquantaine de films, dont la célèbre Trilogie de Maxime de Grigori Kozintsev et Leonid Trauberg.
Il était Artiste du peuple de l'URSS (1950), membre du Parti communiste depuis 1945.
Tchirkov était également un bon chanteur et jouait de la guitare. Kroutitsa vertitsa char golouboï [il danse et tourne, le globe bleu] interprétée dans la trilogie Maxime - l'équivalent russe de la chanson juive Vu Iz Dos Gesele est devenue sa marque de fabrique. 

## Biographie
Selon certaines sources, l'artiste est né à Nolinsk, selon d'autres, dans le village de Lozovaïa-Pavlovka (aujourd'hui Brianka de l'oblast de Louhansk, en Ukraine).
Tchirkov est diplômé de l'Académie des arts du théâtre de Saint-Pétersbourg en 1923. Il travaille au Théâtre du jeune spectateur léningradois (ru) en 1926-1930. En 1945-1950, il s'installe à Moscou et fait partie de la troupe du Théâtre national d'acteur de cinéma. Sa popularité était si grande qu'il arrivait à la milice montée de venir pour calmer le public.
Sa carrière au cinéma a commencé en 1928, avec le petit rôle d'artiste Patachon dans le film Mon fils d'Ievgueni Tcherviakov. Tchirkov se souvint plus tard, qu'après s'être vu à l'écran, il fut choqué par la fausseté de son interprétation. Son expérience théâtrale l'avait totalement desservi. Il s'est mis à observer le jeu de ses collègues de Lenfilm pour trouver la manière de jouer qui serait crédible à l'écran. En 1935, Grigori Kozintsev lui offre le rôle principal dans La Jeunesse de Maxime qui le rend immédiatement célèbre. On considère comme l'une de ses meilleures interprétations Stepan Latounine dans l'Instituteur de Sergueï Guerassimov (1939). Dans Glinka, Tchirkov a créé le personnage lyrique et attachant du grand compositeur russe. Mais dans le cœur des spectateurs de sa génération Tchirkov est resté sous les traits de Maxime de la trilogie La Jeunesse de Maxime, le gars du peuple à la guitare devenu combattant communiste, l’archétype du bâtisseur des temps nouveaux. Ce personnage était tellement associé à l'acteur, qu'aussi bien ses collègues que ses admirateurs lui reprochèrent d'avoir accepté par la suite de jouer Nestor Makhno dans Alexandre Parkhomenko de Leonid Loukov (1942).  En 1955-1963, il est professeur à l'Institut national de la cinématographie. Ses étudiants saluaient son entrée en classe avec la chanson Vu is dos gesele en marque de respect.
Le 28 mai 1982, lors de la cérémonie de remise du Prix Lénine, l'artiste a été pris d'un malaise brutal. Il est mort sur le chemin de l'hôpital dans la voiture de réanimation. Tchirkov est inhumé au cimetière de Novodevitchi.

## Distinctions
- Artiste émérite de la RSFS de Russie (1935)
- Artiste du Peuple de la RSFS de Russie (1938)
- Prix Staline (1941) pour le rôle dans la trilogie Maxime (1934, 1937, 1938)
- Ordre de l'Étoile rouge (1944)
- Prix Staline (1947) pour le rôle dans le film Glinka (1946)
- Artiste du peuple de l'URSS (1950)
- Prix Staline (1949) pour le rôle dans le film Tribunal d'honneur (1948)
- Prix Staline (1952) pour le rôle dans le film Les Mineurs de Donetsk (1950)
- Héros du travail socialiste(1975)
- Ordre de la révolution d'Octobre (1976)
- Ordre du Drapeau rouge du Travail (1939, 1981) pour le rôle dans le film Maxime à Vyborg
- Ordre de Lénine (1938, 1967, 1975)
- Citoyen d'honneur de la ville de Nolinsk

## Filmographie
- 1927 : Mon fils
- 1934 : Tchapaïev
- 1934 : La Jeunesse de Maxime
- 1935 : Les Amies (Подруги) de Leo Arnchtam : Senka
- 1937 : Le Retour de Maxime
- 1938 : Maxime à Vyborg
- 1939 : L'Instituteur de Sergueï Guerassimov
- 1939 : Minine et Pojarski
- 1942 : Alexandre Parkhomenko
- 1942 : Antocha Rybkine
- 1944 : Koutouzov de Vladimir Petrov
- 1946 : Glinka
- 1949 : Tribunal d'honneur (Суд чести) d'Abram Room : Andreï Ivanovtch Vereïski
- 1950 : Le Chevalier à l'étoile d'or ou Le Rêve d'un cosaque
- 1951 : Les Mineurs du Don
- 1954 : Des amis fidèles de Mikhaïl Kalatozov
- 1958 : Dorogoï moï tchelovek (Mon cher) de Iossif Kheifitz
- 1963 : Les vivants et les morts d'Alexandre Stolper : Gavrila Birioukov, invalide
- 1963 : Caïn XVIII de Nadejda Kocheverova
- 1968 : Sept vieillards et une jeune fille d'Evgueni Karelov
- 1973 : Il était une fois trois célibataires de Mikhaïl Grigoriev
- 1975 : Les citadins de Vladimir Rogovoï

## Sources
- (ru) Cet article est partiellement ou en totalité issu de l’article de Wikipédia en russe intitulé « Чирков, Борис Петрович » (voir la liste des auteurs).